# Герб Прилуцького району
Герб Прилу́цького райо́ну — офіційний символ Прилуцького району Чернігівської області.

## Опис
Геральдичний щит має форму прямокутника з півколом в основі. Поле щита зеленого кольору із золотою облямівкою, в центрі якого розміщено малий щиток із золотою каймою із зображенням золотої голови бика, яка зліва направо пронизана золотою шаблею навкоси так, що кінець її виходить біля правого вуха. 
На великому щиті у лівому верхньому та у нижньому правому кутах зображене золоте пшеничне колосся, оперезане стрічками синього кольору, у лівому нижньому куті — шестерні золотого кольору, у верхньому правому куті — нафтова вишка та крапелька нафти золотого кольору. 
Зелена барва на гербі символізує надію, достаток, волю, синя уособлює вірність і чесність, золото втілює знатність та багатство.